# Born into the 90's
Born into the 90's è l'album di debutto del cantante R&B R. Kelly, all'epoca membro del gruppo Public Announcement. Pubblicato nel 1992, l'album fu un successo immediato, grazie ai singoli She's Got That Vibe, Dedicated, Honey Love e Slow Dance (Hey Mr. DJ).

## Tracce
1. She's Loving Me - 3:38 -  (R. Kelly, M. Jefferson, T. Blatcher)
2. She's Got That Vibe - 4:34 -  (R. Kelly, B. Hankerson)
3. Definition of a Hotti - 4:23 -  (R. Kelly)
4. I Know What You Need - 3:30 -  (R. Kelly)
5. Keep It Street - 3:55 -  (R. Kelly)
6. Born into the 90's - 4:42 -  (R. Kelly)
7. Slow Dance (Hey Mr. DJ) - 5:04 -  (R. Kelly. T. Blatcher, M. Jefferson)
8. Dedicated - 4:38 -  (R. Kelly)
9. Honey Love - 5:04 -  (R. Kelly)
10. Hangin' Out - 4:10 -  (R. Kelly)
11. Hey Love (Can I Have a Word?) (featuring Mr. Lee) - 3:20 -  (L. Haggard, W. Williams, S. Wonder, C. Paul, M. Broadnax)